# جورج جراي
جورج جراي (بالإنجليزية: George Gray (senator)) (و. 1840 – 1925 م) هو سياسي، وقاض، ومحام من الولايات المتحدة الأمريكية ولد في نيو كاسل.
تولى منصب عضو مجلس الشيوخ الأمريكي .

## التعليم
تعلم في جامعة برنستون، وكلية هارفارد للحقوق.